# 진앙

진원과 진앙의 모식도.

진앙(震央, 영어: epicenter, epicentre, epicentrum)은 지진이 발생한 지하의 진원 바로 수직 위에 해당하는 지표 상의 지점을 가리키며, 진원지(震源地)라고도 한다.

## 어원
"진앙"의 영어 단어인 epicenter는 신 라틴어의 epicentrum에서 유래된 단어로, 이 단어는 고대 그리스어인 "ἐπίκεντρος"가 라틴어화되었다. 고대 그리스어 "ἐπίκεντρος"는 "중심에 있는 기점"이라는 의미로 '위'라는 뜻을 가진 "ἐπί"와 '중심'이라는 뜻을 가진 "κέντρον" 두 단어가 합쳐진 합성어이다. 라틴어화된 epicenter는 아일랜드의 지진학자인 로버트 맬럿이 처음으로 사용하였다.

## 진앙 파악 방법
서로 다른 지진 관측소 세 곳을 이용하여 진앙을 파악할 수 있다. 지진파의 파동은 진앙으로부터 가장 가까운 관측소에 가장 먼저 도달하고, 속도가 다른 P파와 S파의 도달 시간의 차이로부터 관측소의 지진계에서 진원과의 거리를 파악할 수 있다. 처음에는 속도가 빠른 P파가 먼저 기록되고 그 다음으로 상대적으로 느린 S파가 기록되는데, 진원에서 가까운 관측소일수록 P파와 S파가 기록된 시간 차이(S-P시간)가 짧아진다. 즉 P파와 S파의 속도차이에 따른 S-P시간은 관측소에서 얼마만큼 떨어진 곳에서 지진이 발생하였는지 알려 줄 수 있다.
여기서 최소한 3개의 관측소에 대한 진앙 거리를 알고 나면 진앙의 위치를 추정할 수 있다. 각각의 지진 관측소에서 진앙 거리를 반지름으로 하는 동심원을 그려 세 개의 원이 교차하는 지점을 지진의 진앙이라고 할 수 있다. 이를 처음으로 파악한 사람은 영국의 지진학자 존 밀른으로 1895년 영국의 와이트섬에서 지진 관측 연구를 하는 도중 세 관측소에서 진앙 거리를 결정하면 이로부터 진앙의 위치를 파악할 수 있다는 사실을 알아냈다.

## 같이 보기
- 진원
- 지진